# Честер
Че́стер (англ. Chester) — город со статусом сити в Англии, центр унитарной единицы Западный Чешир и Честер, в западной части церемониального графства Чешир, в 25 км к юго-юго-востоку от Ливерпуля; узловая станция многих железных дорог, недалеко от устья реки Ди у границы с Уэльсом. Окружён тремя километрами средневековых каменных стен.

## История
В древности на месте Честера лежал город корновиев Дева. Во время римской оккупации Британии здесь находился лагерь XX легиона под названием Дева Виктрикс (лат. Deva Victrix). Этот каструм был заложен в 79 году н. э. во время правления императора Веспасиана. От слова «каструм» происходит современное название города.
После ухода римлян с острова Честер, видимо, стал частью кельтского государства Поуис. Затем под именем Caer-Legion или Caer-Leon был столицей валлийского государства Гвинед. В 616 году Этельфрит Нортумбрийский победил валлийскую армию в битве при Честере и, как принято считать, установил англосаксонское господство в регионе. Англосаксы называли город Ceaster или Legeceaster. 
В конце VII века король Этельред I основал в Честере главный храм Западной Мерсии — предшественник средневекового готического собора, который сохранился до наших дней. Саксы расширили и укрепили стены Честера, чтобы защитить его от викингов (данов), которым удалось на некоторое время оккупировать город. В 835 году завоёван уэссекским королём Эгбертом. Новый англосаксонский бург построила дочь Альфреда Великого — Этельфледа Мерсийская. После этого в течение целого века Честер был главной крепостью на границе с Уэльсом.
Согласно «Англосаксонской хронике» через два года после своей коронации в Бате король Эдгар Миролюбивый прибыл в 973 году в Честер, где он устроил приём во дворце в месте, которое сейчас известно как «поле Эдгара», рядом со старым мостом через Ди в Хандбридже.
Честер был одним из последних английских городов, доставшихся нормандцам. Вильгельм Завоеватель пожаловал его своему соратнику Гуго из Авранша, который построил Честерский замок и в 1071 году стал первым графом Честера. На протяжении последующих столетий Честер оставался одним из главных центров западной Англии и был известен также под названием Вестчестера (Westchester). Возведение толстых стен из красного песчаника, сохранившихся почти полностью, было завершено к середине XII века.
Из-за обмеления реки Ди до моря был проведён канал, по которому во время промышленной революции на судах в 300 тонн вместимости вывозились на экспорт местные сыры и фабричные изделия. В XIX веке украшению Честера много способствовали местные землевладельцы из аристократического рода Гровеноров.
Честер оставался городом-графством до административной реформы 1974 года, в ходе которой был преобразован в район неметропольного графства, просуществовавший до 2009 года. Тогда произошло объединение районов Честер, Элсмир Порт и Нестон, Вале Роял в унитарную единицу, центром которой стал город Честер.
В одной из местных школ состоялся первый концерт группы Dire Straits. Это произошло 19 апреля 1978 года.

## Застройка

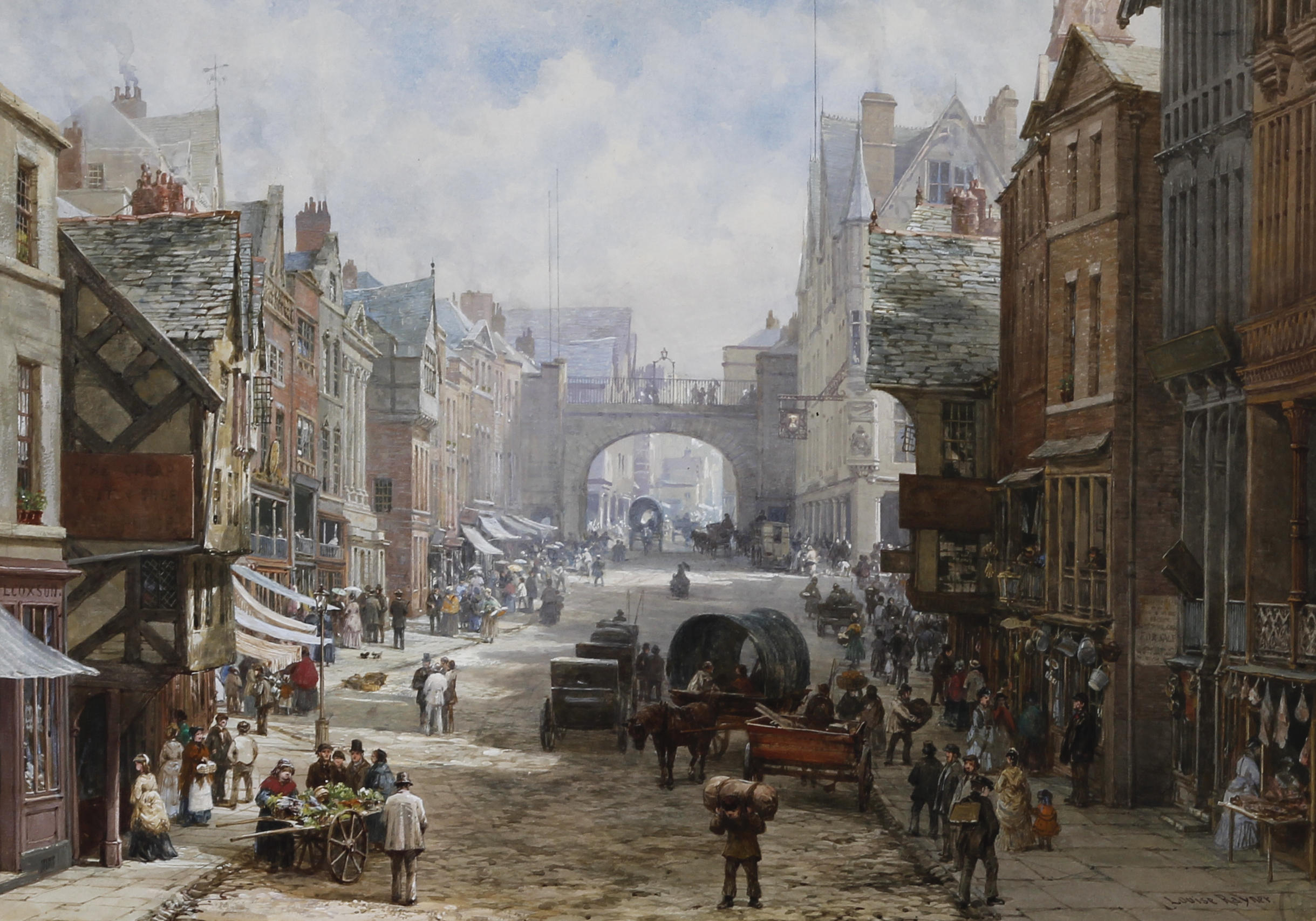
Истгейт в викторианскую эпоху

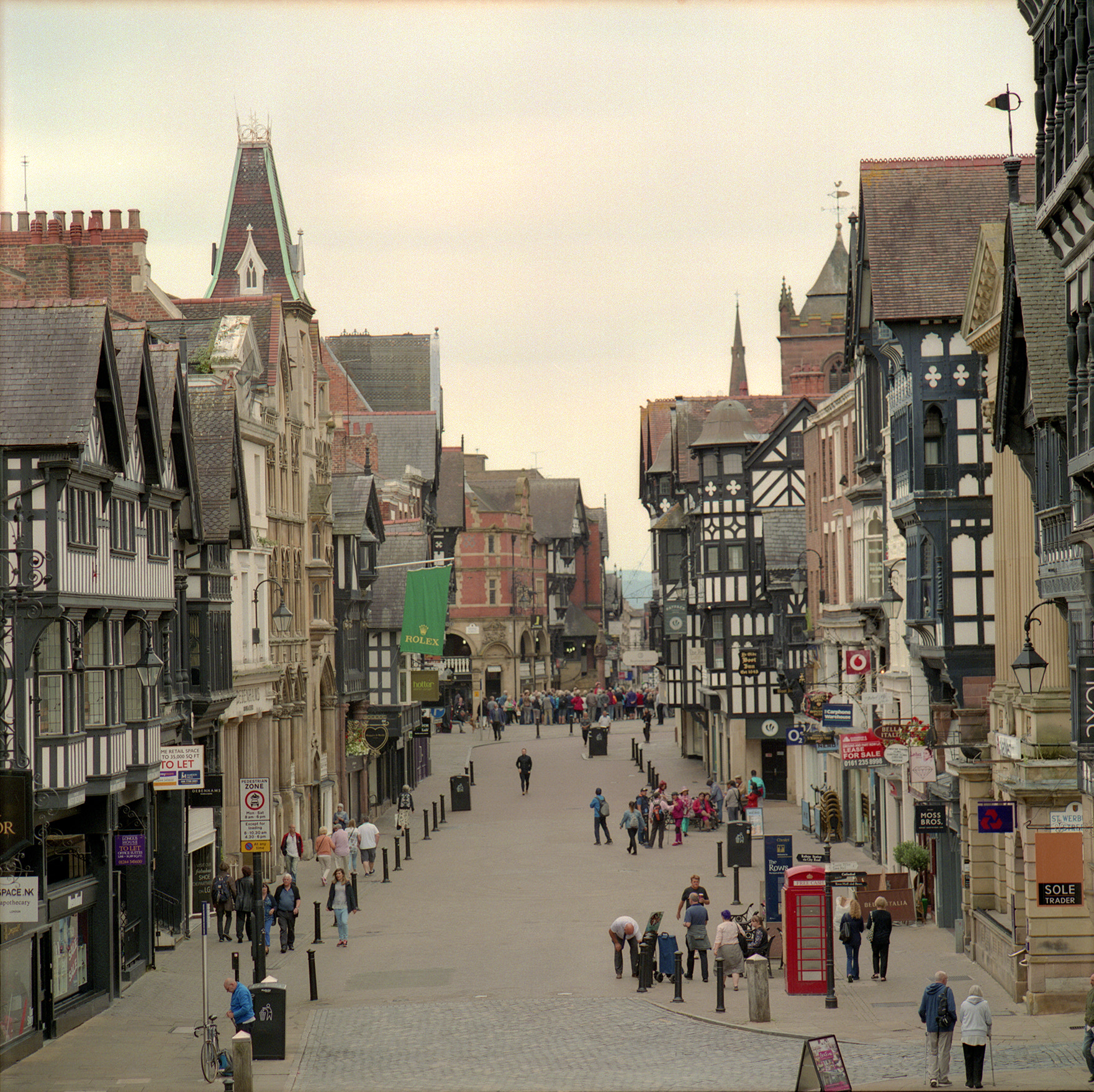
Улица Нортгейт

Честер привлекает туристов как один из немногих городов Британии, сохранивших свои средневековые стены (возведённые на месте древнеримского вала).
Четыре главные улицы (Истгейт, Нортгейт, Уотергейт и Бридж), пересекающиеся на площади Честер-Кросс, были проложены римлянами почти 2000 лет назад. Эти улицы высечены в скалистой почве, вследствие чего здания на них построены на колоннах таким образом, что нижние этажи образуют открытые для прохожих галереи — так называемые честерские ряды. 
Многие чёрно-белые здания в центре, кажущиеся средневековым фахверком, в действительности были возведены или перестроены сравнительно недавно — в викторианскую эпоху. Помимо стен и рядов, основные достпримечательности следующие:
- Честерский кафедральный собор XIII-XVI вв. сочетает элементы романского и готического стилей. Это центр англиканской епархии.
- Старый нормандский замок был со временем перестроен для размещения судебных учреждений и тюрьмы.
- В окрестностях Честера — усадьбы герцога Вестминстера (Итон-Холл) и премьер-министра Гладстона (Хаварден).

## Спорт
В городе базируется футбольный клуб «Честер», играющий в Национальной лиге.

## Города-побратимы
- Санс, Франция
- Лёррах, Германия
- Лейквуд, США[3]
- Сенигаллия, Италия